# Tommaso Talenti
Tommaso Talenti, (ur. 30 grudnia 1629 w Lukce, zm. 8-12 kwietnia 1693 w Warszawie) – polski dyplomata pochodzenia włoskiego, sekretarz królewski w kancelarii królów: Michała Korybuta Wiśniowieckiego i Jana III Sobieskiego, otrzymał polski indygenat.

## Życiorys
Syn Pietro i Margherity, w wieku 18 lat opuścił dom i wyruszył w świat. W lipcu 1647 przybył do Krakowa, gdzie zaciągnął się do milicji królewskiej walczącej z armią cara. W 1650 wstąpił na służbę u hrabiego Francesco Magni, z którym udał się do Rzymu. W 1658 został sekretarzem księcia Giuliano Cesariniego, a w 1667 osiadł na Śląsku, potem w Wiedniu, a od 1669 ponownie w Polsce, gdzie dzięki protekcji swojego brata Pietro, został zatrudniony jako sekretarz królewski w kancelarii króla Michała Korybuta Wiśniowieckiego. W wieku 43 lat poślubił Teresę Borgogni ze Lwowa. Po śmierci króla Michała Korybuta, nowy król Jan III Sobieski powierzył Talentiemu funkcję sekretarza ds. Włoch. W kwietniu 1681 Talenti pomagał rozwiązywać kwestie sporne między królem polskim i papieżem.
W następnych latach Talenti zdobył bezwarunkowe zaufanie króla, służąc mu wiernie i podążając za nim we wszystkich wyprawach wojennych, np. to Talenti przekazał papieżowi wiadomość o zwycięstwie Sobieskiego w bitwie pod Wiedniem (1683) i podarował mu sztandar wezyra Kara Mustafy. Wierność i oddanie Talentiego zostały nagrodzone w 1658 przez Sejm, który jednogłośnie przyznał mu polski indygenat. Talenti zmarł między 8 a 12 kwietnia 1693, po pożegnaniu się z królem i całym dworem.